# Liste der Baudenkmale in Kneese
In der Liste der Baudenkmale in Kneese sind alle denkmalgeschützten Bauten der mecklenburgischen Gemeinde Kneese und ihrer Ortsteile aufgelistet. Grundlage ist die Veröffentlichung der Denkmalliste des Kreises Nordwestmecklenburg mit dem Stand vom 16. September 2020.

## Baudenkmale nach Ortsteilen

### Kneese
| ID  | Lage                   | Bezeichnung       | Beschreibung | Bild |
| --- | ---------------------- | ----------------- | ------------ | ---- |
| 841 | Hauptstraße 15 (Karte) | ehem. Försterhaus |              |      |
| 842 | Hauptstraße 33 (Karte) | Bauernhof         |              |      |

### Kneese-Hof
| ID  | Lage                  | Bezeichnung                                                                    | Beschreibung | Bild |
| --- | --------------------- | ------------------------------------------------------------------------------ | ------------ | ---- |
| 843 | Dorfstraße 11 (Karte) | Gutsanlage mit Gutshaus und Nebengebäuden, Kutscherhaus, Scheunen und Speicher |              |      |

### Dutzow
| ID | Lage   | Bezeichnung | Beschreibung | Bild |
| -- | ------ | ----------- | ------------ | ---- |
|    | Ausbau | Feldscheune |              |      |

## Quelle
- Denkmalliste des Landkreises Nordwestmecklenburg (Stand: 9. November 2023; PDF, 1,2 MByte)

- Karte mit allen Koordinaten:
- OSM |
- WikiMap